# Douglas (Belize)
Pour les articles homonymes, voir Douglas.
Douglas est un village situé au bord du cours d'eau Río Hondo dans le district d'Orange Walk, au Belize, à 19 km au nord d'Orange Walk Town.

## Histoire
Du fait de sa proximité avec le Río Hondo, le village est régulièrement inondé lors de la montée des eaux pendant la saison des cyclones, lors de pluies importantes. C'est le cas en 2018 et en 2020, poussant les habitants à évacuer le village,.
L'école Our Lady of Fatima est construite en 2014 ; elle remplace l'ancien bâtiment devenu trop vétuste.

## Démographie
Selon le recensement de 2010, il y a 122 ménages à Douglas avec une population de 521 personnes, 270 hommes et 251 femmes composées principalement de personnes d'origine Maya Mestizo (Maya yucatèque). Le recensement de 2022 montre une légère augmentation avec 586 habitants pour 274 hommes et 312 femmes.